# Foxygen
Foxygen is een Amerikaans muzikaal project van Sam France en Jonathan Rado. De multi-instrumentalisten uit Westlake Village in Californië maken experimentele rockmuziek. Ze namen hun debuutalbum Jurassic exxplosion phillipic op toen ze 15 jaar waren en gaven hem in eigen beheer uit in 2007. In 2011 belandde het album Take the kids off Broadway in de handen van Richard Swift die de band vervolgens aan een contract met het onafhankelijke label Jagjaguwar hielp. Daar zou de band platen blijven uitgeven.

## Discografie
- Jurrassic exxplosion phillipic, 2007
- Take the kids off Broadway, 2011
- We are the 21st century ambassadors of peace & magic, 2013
- ...And star power, 2014
- Hang, 2017
- Seeing other people, 2019